# Lac d’Isola
Le Lac d'Isola est un lac de barrage à San Bernardino, dans le canton des Grisons en Suisse.
Le lac d'une surface de 0,39 km2 et d'une profondeur maximale de 39 m, se situe à 1 604 m d'altitude.